# Amt Vrasselt
Das Amt Vrasselt war bis 1969 ein Amt im Kreis Rees in Nordrhein-Westfalen. Es ging aus der Bürgermeisterei Vrasselt hervor. Sein Gebiet liegt heute im nordrhein-westfälischen Kreis Kleve.

## Bürgermeisterei Vrasselt
Das Gebiet des späteren Kreises Rees gehörte vor der Franzosenzeit zum Herzogtum Kleve, das seit dem 17. Jahrhundert zu Preußen gehörte. Durch den Frieden von Tilsit musste Preußen 1807 auf seine Besitzungen westlich der Elbe verzichten. Der rechtsrheinische Teil des Herzogtums Kleve fiel dadurch im Januar 1808 an den französischen Satellitenstaat Großherzogtum Berg und gehörte dort zum Arrondissement Essen. Das Gebiet war nach französischem Muster in die drei Kantone Emmerich, Rees und Ringenberg gegliedert. In den Kantonen wurden als unterste Verwaltungsebene Mairien (Bürgermeistereien) eingerichtet, darunter auch die Mairie Vrasselt im Kanton Emmerich. Ende 1810 wurde das Gebiet von Frankreich annektiert und gehörte nun zum Arrondissement Rees des Départements Lippe.
Nachdem 1814 das Gebiet des alten Herzogtums Kleve wieder an Preußen gefallen war, wurde aus der Mairie Vrasselt die preußische Bürgermeisterei Vrasselt, die 1816 zum neuen Kreis Rees in der Provinz Jülich-Kleve-Berg, der späteren Rheinprovinz kam.
Die Bürgermeisterei Vrasselt umfasste die fünf Gemeinden Bienen, Dornick, Grietherbusch, Praest und Vrasselt.

## Amt Vrasselt

Karte des Amtes Vrasselt

Am Ende des Jahres 1927 wurde die Bezeichnung aller rheinischen Landbürgermeistereien in „Amt“ geändert. Die Bürgermeisterei Vrasselt hieß seitdem Amt Vrasselt .
Am 1. April 1958 wurde aus dem rechtsrheinischen Teil der zum Kreis Kleve gehörenden Gemeinde Grieth die neue Gemeinde Grietherort gebildet und in das Amt Vrasselt eingegliedert. Das Amt Vrasselt umfasste seitdem sechs Gemeinden:
- Bienen
- Dornick
- Grietherbusch
- Grietherort
- Praest
- Vrasselt

Zum 1. Juli 1969 wurde das Amt Vrasselt durch das Gesetz zur Neugliederung von Gemeinden des Landkreises Rees aufgelöst. Dornick, Praest und Vrasselt wurden in die Stadt Emmerich eingemeindet, Bienen, Grietherbusch und Grietherort in die Stadt Rees. Sowohl Emmerich (seit 2001 Emmerich am Rhein) als auch Rees gehören seit 1975 zum Kreis Kleve.

## Einwohnerentwicklung
| Jahr         | Einwohner    | Quelle       |
| Bm. Vrasselt | Bm. Vrasselt | Bm. Vrasselt |
| ------------ | ------------ | ------------ |
| 1828         | 1942         | [ 6 ]        |
| 1871         | 2491         | [ 7 ]        |
| 1885         | 2473         | [ 8 ]        |
| 1895         | 2448         | [ 9 ]        |
| 1910         | 2579         | [ 10 ]       |
| Amt Vrasselt |              |              |
| 1933         | 3085         | [ 11 ]       |
| 1939         | 2982         | [ 11 ]       |
| 1950         | 3575         | [ 12 ]       |
| 1961         | 3655         | [ 13 ]       |

## Amtsbürgermeister
- 1961–196900Willy Meyer